# Футбольный матч Аргентина — Англия (1986)
Футбольный матч между национальными сборными Аргентины и Англии, проходивший в рамках четвертьфинала чемпионата мира 1986 года, состоялся 22 июня в Мехико на стадионе «Ацтека». Игра проходила спустя 4 года после Фолклендской войны между Великобританией и Аргентиной и играла важную роль не только в отношениях двух стран, но и в футбольном противостоянии. В этом матче, ставшем одним из самых известных в истории чемпионатов мира, победу одержала Аргентина со счётом 2:1.
Диего Марадона забил оба гола аргентинцев в этой встрече. На 51-й минуте он забил рукой гол, ставший известным под именем «Рука Бога». Спустя 4 минуты он забил второй гол, получивший название «Гол столетия», попутно обыграв пятерых английских игроков (Питер Бирдсли, Питер Рид, Терри Бутчер, Терри Фенвик и вратарь Питер Шилтон). От англичан отличился только Гари Линекер в конце матча. Аргентина, одержав победу, завоевала затем Кубок мира и стала двукратным чемпионом мира, победив в финале чемпионата мира Германию. Диего Марадона получил приз лучшего игрока турнира («Золотой мяч»), а Гари Линекер, забивший гол англичан в матче с Аргентиной, стал лучшим бомбардиром чемпионата («Золотая бутса»).

## Предыстория

### Соперничество Аргентины и Англии
В XIX веке британские мигранты привезли в Аргентину футбол. Соперничество сборных на чемпионатах мира началось де-факто в 1966 году в четвертьфинальном матче на «Уэмбли», когда капитана аргентинской команды Антонио Раттина немецкий судья Рудольф Крайтляйн удалил с поля. В матче было очень много нарушений, и Раттин отказался уходить с поля, обвиняя английских болельщиков в воздействии на судью. Раттин ушёл с поля по ковровой дорожке, а тренер сборной Англии Альф Рамсей обозвал аргентинцев «животными», что в Аргентине расценивали как оскорбление. Градус противостояния не убавился, несмотря на выступление Освальдо Ардилеса и Рикардо Вильи в клубе «Тоттенхэм Хотспур».
Очередной поворотной точкой стал Фолклендский конфликт: 2 апреля 1982 года аргентинские войска высадились на Фолклендские острова и объявили их своей территорией (в Аргентине их называют Мальвинскими островами). Британия расценила это как вторжение на свою территорию и отправила войска, которые к 14 июня 1982 года восстановили британский контроль над территорией. Де-юре страны не находились в состоянии войны, однако де-факто британцы потеряли 258 человек убитыми, аргентинцы — 655 человек убитыми. Вследствие этого напряжение атмосферы вокруг матча 1986 года было особенно сильным. Диего Марадона в своей автобиографии «Я — Диего» писал, что эта игра должна была стать местью за войну.

Пусть перед игрой мы заявляли, что этот поединок не имеет ничего общего с войной за Мальвинские острова, мы прекрасно знали о том, что очень много аргентинских ребят сложили там свои головы; там, где их убивали словно каких-то пташек… И для нас это было неким подобием реванша за Мальвины.

### Матчи чемпионата мира 1986
Первенство мира должно было состояться в Колумбии, но из-за финансовых проблем страна уступила это право Мексике. Англия и Аргентина выиграли свои квалификационные группы и без проблем прошли в финальную часть чемпионата мира. На групповом этапе Аргентина вышла в следующий этап с двумя победами и одним ничейным результатом, а Англия прошла в 1/8 финала в первую очередь благодаря победе над Польшей 3:0. Аргентина в 1/8 финала победила команду Уругвая, а Англия — команду Парагвая. Англия выходила на пик формы по ходу турнира, а Аргентина блистала благодаря гению Марадоны, несмотря на тот факт, что ни одна из этих сборных фаворитом турнира перед его началом не считалась.

### Смена формы
В 1/8 финала аргентинцы играли в голубых хлопковых футболках, но тренер Карлос Билардо считал, что в условиях мексиканской жары играть в Мехико в такой форме невозможно, и обратился к производителю формы предоставить более лёгкие голубые футболки к четвертьфиналу, но этот заказ было просто невозможно физически выполнить. За три дня до игры Рубен Мосчелла, член тренерского штаба сборной Аргентины, на рынке в Мехико нашёл два варианта футболок, между которыми аргентинцы долго колебались. Выбор помог сделать сам Марадона, указавший на одну из футболок и заявивший, что в этой форме Аргентина победит Англию. Мосчелла заказал 38 таких футболок, на которые были нашиты логотипы Ассоциации футбола Аргентины, а на спину пришиты в скором порядке номера игроков. Внешний вид цифр был схож с теми, что используются на форме игроков в американский футбол.

## Игра

### Драка перед матчем
В Мехико перед началом игры между фанатами Англии и Аргентины произошла массовая драка, которая перешла с улиц на стадион. Несколько английских хулиганов были госпитализированы, а их флаги забрали себе аргентинские барра брава (фанатские группировки). Позднее эти флаги передали болельщикам клуба «Бока Хуниорс», которые те вывешивали на матчах чемпионата Аргентины.

### Первый тайм
Матч начался с обоюдных атак. Аргентина перехватила инициативу, но вратарь англичан Питер Шилтон парировал многие удары аргентинцев. Большую часть моментов создавал именно Марадона. На 13-й минуте у англичан была возможность открыть счёт: Питер Бирдсли попытался воспользоваться ошибкой вратаря Нери Пумпидо, но не смог забить. На перерыв команды ушли при счёте 0:0, поскольку Аргентина своим территориальным и игровым преимуществом не воспользовалась.

### Второй тайм

Марадона забивает гол рукой

События, развивавшиеся во втором тайме игры, стали известными на весь мир: в частности, ими оказались два гола Марадоны.

#### Рука Бога

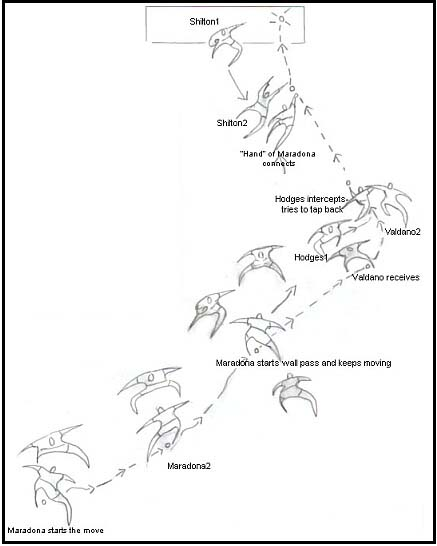
Схема движения Марадоны по полю (первый гол)

На 51-й минуте Марадона с левого фланга сделал диагональный пас в сторону Хорхе Вальдано и продолжил движение с надеждой разыграть двухходовку с Вальдано. Мяч попал в левого полузащитника Стива Ходжа, который отрабатывал в обороне. Ходж неудачно обработал мяч и сбросил его в штрафную площадь, куда бежал Марадона. Вратарь англичан Питер Шилтон ростом 185 см выбежал из ворот, рассчитывая выбить кулаками мяч. Марадона ростом 165 см оказался раньше, ударив по мячу левым кулаком и отправив его в ворота. Тунисский судья Али Бин Нассер засчитал гол, не заметив игру рукой. Позже Марадона сказал, что игроки сборной не сразу побежали с ним праздновать гол, пока он не сказал, что это надо сделать, иначе судья его не засчитает.
После игры Марадона в шутку заявил, что гол был забит «отчасти головой Марадоны и отчасти рукой Бога» (исп. un poco con la cabeza de Maradona y otro poco con la mano de Dios), вследствие чего этот гол и назвали «рукой Бога». Гол только обострил градус противостояния в матче. Сесар Луис Менотти отметил, что аргентинцы особенно радовались голу, поскольку он только ещё больше разозлил англичан.

#### Гол столетия

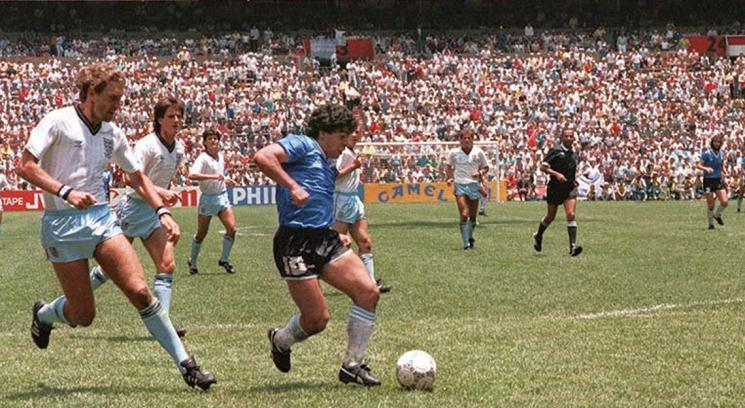
Диего Марадона начинает своё движение перед вторым голом, уходя от Терри Бутчера

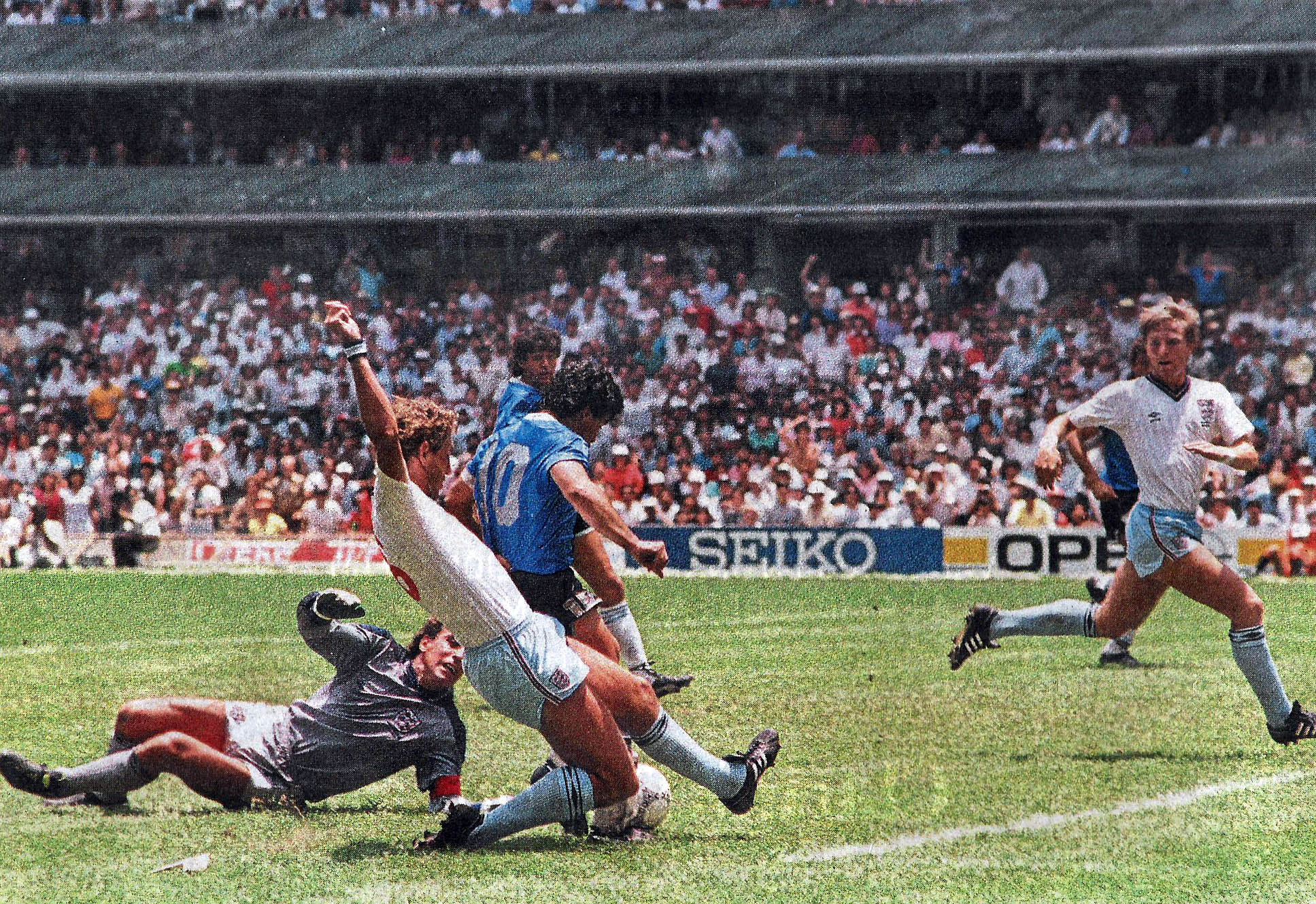
Марадона забивает «гол столетия»

Через 4 минуты Марадона забил второй свой гол, который стал лучшим индивидуальным голом в истории. Эктор Энрике на 54-й минуте отдал пас на Марадону, находившемуся в нескольких десятках метров от него. Марадона начал прорываться в штрафную англичан. В течение 10 секунд он обыграл последовательно Питера Бирдсли, Питера Рейда, Терри Батчера (дважды) и Терри Фенвика (никто из них не пытался сбить Марадону). Закончил он свой сольный проход, обыграв Питера Шилтона и отправив мяч в ворота с острого угла.
Об этом голе Марадона говорил, что сначала хотел отдать мяч Хорхе Вальдано, но сам попал в окружение британцев и решил сам продолжить атаку и завершить её единолично. Также Марадона оценил высоко честную игру английских защитников, которые не решились останавливать его путём нарушения правил: по словам Марадоны, в игре против любой другой сборной это закончилось бы фолом. Автор единственного гола английской сборной Гари Линекер сказал, что при виде этого чудо-гола ему хотелось аплодировать противнику.
В 2002 году этот гол был признан лучшим в истории футбола по итогам интернет-голосования на сайте ФИФА, прошедшего перед чемпионатом мира: на втором месте оказался гол Майкла Оуэна сборной Аргентины чемпионата мира 1998 года, а на четвёртое место попал гол Марадоны в полуфинале против Бельгии 1986 года. Сохранился следующий комментарий уругвайского журналиста Виктора Уго Моралеса:

Он собирается отдать пас на Диего, вот Марадона, против него двое. Марадона идёт с мячом, гений мирового футбола на правом фланге, уходит с фланга и собирается отдать пас на Бурручагу… Всё ещё Марадона! Гений! Гений! Гений! Туда, туда, туда, туда, туда, туда! Гооооооооол! Гооооооооол! Я хочу плакать, о великий Боже, да здравствует футбол! Вот это гол! Диегол! Марадона! Хочется плакать, прошу прощения! Марадона, величайший прорыв, величайшая игра всех времён! Маленький космический воздушный змей, с какой планеты ты родом, как ты обыграл столько англичан, что их сборная плачет после пропущенного удара от Аргентины? Аргентина 2, Англия 0! Диегол, диегол, Диего Армандо Марадона! Спасибо тебе, Господи, за футбол, за Марадону, за эти слёзы, за счёт Аргентина-Англия 2-0!

#### Завершение игры
Ближе к концу встречи наставник англичан Бобби Робсон сделал двойную замену в составе: на поле вышли игроки группы атаки Джон Барнс и Крис Уоддл. Эта замена помогла англичанам временно перехватить инициативу, и на 80-й минуте атака команды «Трёх Львов» увенчалась успехом: Гари Линекер воспользовался навесом Барнса и сократил разрыв в счёте, а этот мяч стал шестым голом Линекера на турнире. Команды обменялись моментами: Карлос Тапиа через минуту после гола англичан попал в штангу, а на 87-й минуте Линекеру сравнять счёт помешал Хулио Олартикоэчеа, столкнувшийся в воздухе с Линекером. Из-за столкновения игра затянулась на несколько минут, но вскоре прозвучал финальный свисток, который зафиксировал окончательную победу аргентинцев со счётом 2:1.

## Последствия
Игра внесла свой вклад в развитие англо-аргентинского футбольного противостояния; после матча Стив Ходж обменялся футболками с Диего Марадоной, а футболка Марадоны стала экспонатом Национального футбольного музея в 2000-е годы. В Аргентине победу расценили как месть за поражение в Фолклендской войне и поражение в четвертьфинале чемпионата мира 20-летней давности. Ветеран аргентинского футбола Роберто Перфумо говорил следующее:

В 1986 году победы в этом матче над Англией было достаточно. Выигрыш чемпионата мира отходил на второй план. Победа над Англией была нашей настоящей целью.

Несмотря на спорный первый гол, который был назван англичанами не «рукой Бога», а «рукой дьявола», по поводу второго гола не было отрицательных мнений и высказываний. В 2002 году гол был признан одним из 100 величайших моментов спорта по версии телезрителей телеканала Channel 4 и попал на 6-е место. В память об этой игре на стадионе «Ацтека» был воздвигнут памятник Диего Марадоне, забивающим свой «гол столетия». Сам же Диего Марадона спустя годы после матча признался, что действительно сыграл рукой в той встрече.
В дальнейшем команды дважды пересекались в финальных частях чемпионатов мира 1998 и 2002. В 1998 году в матче 1/8 финала Аргентина выиграла в серии пенальти 4:2 у англичан при счёте 2:2 в основное и дополнительное время. Игра запомнилась уникальным голом Майкла Оуэна и удалением Дэвида Бекхэма. А в 2002 году команды пересеклись на групповом этапе, но в том матче Дэвид Бекхэм смог реализовать пенальти и помог британцам выйти из группы. Аргентина же стала только третьей в группе.
17 августа 2015 года Марадона встретился с судьёй того матча Али Бин Нассером в Тунисе и подарил ему футболку с автографом, назвав судью «своим вечным другом».

## Отчёт
| Аргентина        | 2:1     | Англия      |
| ---------------- | ------- | ----------- |
| Марадона 51′ 54′ | (отчёт) | Линекер 80′ |

| Аргентина | Англия |

| Аргентина:      |    |                    |     |     |
|                 |    |                    |     |     |
| Вр              | 18 | Нери Пумпидо       |     |     |
| Защ             | 5  | Хосе Браун         |     |     |
| Защ             | 9  | Хосе Кучуффо       |     |     |
| Защ             | 19 | Оскар Руджери      |     |     |
| ПЗ              | 2  | Серхио Батиста     | 60' |     |
| ПЗ              | 7  | Хорхе Бурручага    |     | 75' |
| ПЗ              | 10 | Диего Марадона (к) |     |     |
| ПЗ              | 12 | Эктор Энрике       |     |     |
| ПЗ              | 14 | Рикардо Джусти     |     |     |
| ПЗ              | 16 | Хулио Олартикоэчеа |     |     |
| Нап             | 11 | Хорхе Вальдано     |     |     |
| Замены:         |    |                    |     |     |
| ПЗ              | 21 | Карлос Тапия       |     | 75' |
| Главный тренер: |    |                    |     |     |
| Карлос Билардо  |    |                    |     |     |

| Англия:         |    |                    |    |     |
|                 |    |                    |    |     |
| Вр              | 1  | Питер Шилтон (к)   |    |     |
| Защ             | 2  | Гари Майкл Стивенс |    |     |
| Защ             | 3  | Кенни Сэнсом       |    |     |
| Защ             | 14 | Терри Феник        | 9' |     |
| Защ             | 6  | Терри Бутчер       |    |     |
| ПЗ              | 4  | Глен Ходдл         |    |     |
| ПЗ              | 16 | Питер Рид          |    | 64' |
| ПЗ              | 17 | Тревор Стивен      |    | 74' |
| ПЗ              | 18 | Стив Ходж          |    |     |
| Нап             | 10 | Гари Линекер       |    |     |
| Нап             | 20 | Питер Бирдсли      |    |     |
| Замены:         |    |                    |    |     |
| Нап             | 11 | Крис Уоддл         |    | 64' |
| Нап             | 19 | Джон Барнс         |    | 74' |
| Главный тренер: |    |                    |    |     |
| Бобби Робсон    |    |                    |    |     |

| Судьи: Берни Ульоа Морера Богдан Дочев |